# 三興野村
三興野村（さんごやむら）は、かつて新潟県中蒲原郡にあった村。1901年11月1日の新設合併によって消滅し、現在は新潟市秋葉区の一部となっている。
以下の記述は合併直前当時の旧三興野村に関しての記述であり、現在では名称等が異なる場合がある。なお、ここに記述されていない内容に関しては新潟市などの記事を参照。

## 沿革
- 1889年（明治22年）4月1日 - 町村制施行に伴い中蒲原郡善道興野、下興野、北上興野が合併し、三興野村が発足。
- 1901年（明治34年）11月1日 - 中蒲原郡新津町と合併し、新津町を新設して消滅。

## 地域
三興野村は、合併した村名を継承する以下の大字で構成される。
善道（ぜんどう）
1889年（明治22年）まであった善道興野の区域。現在の新潟市秋葉区善道。
下興野（しもごや）
1889年（明治22年）まであった下興野の区域。現在の新潟市秋葉区。
北上（きたかみ）
1889年（明治22年）まであった北上興野の区域。現在の新潟市秋葉区北上。